# Bernertracht

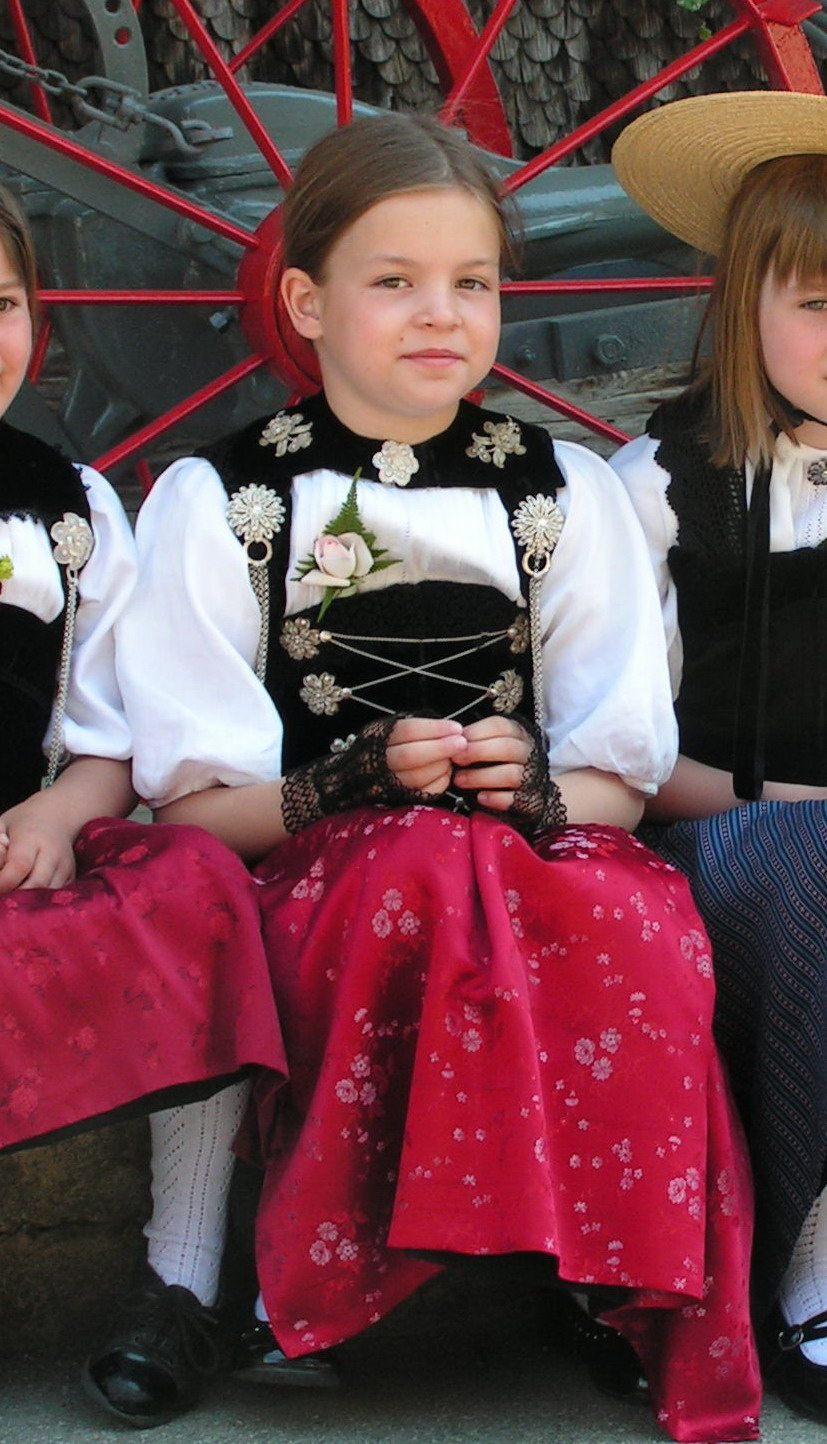
Berner Sonntagstracht

Die Bernertracht, auch schwarze Bernertracht, Berner Sonntagstracht oder Berner Festtagstracht, ist eine Schweizer Volkstracht, die auch heute noch von Bernerinnen bei festlichen Anlässen getragen wird. Sie ist seit der zweiten Hälfte des 19. Jahrhunderts praktisch unverändert.

## Beschreibung
Sie besteht aus einem schwarzen Faltenrock (genannt Kittel) und ebensolchem Mieder, darunter ein weisses Hemd das vorne gefältelt ist und bis zum Ellenbogen reichende weite Puffärmel hat. Über dem Hemd wird ein schwarzes Göller getragen. Das Mieder ist mit Knöpfen und Kettchen aus Silberfiligran geschmückt, und zum Göller gehören silberne Göllerketten, die vorne und hinten mit einer Brosche aus Silberfiligran befestigt sind. Eine weitere Brosche aus Silberfiligran ist vorne in der Mitte des Göllers angesteckt. Dazu wird eine einfarbige Halbschürze aus Seidendamast getragen, gewöhnlich in einer leuchtenden Farbe. Darunter werden lange Spitzenhosen, ein Unterrock und weisse Kniestrümpfe mit Lochmuster getragen. Zur vollständigen Tracht gehören eine schwarze Haube mit Rosshaarspitzen, die im Halbkreis vom Kopf abstehen, und schwarze Spitzen-Halbhandschuhe, dazu wird oft ein kleiner Blumenstrauss im Mieder getragen.

### Varianten
Neben der schwarzen Bernertracht gibt es noch einige andere Bernertrachten:
- die Tschöplitracht (Tschöpli = Jacke), Damastseidenschurz in der Grundfarbe Schwarz ggf. mit Blumenmuster, oft blau oder rot. Das Mieder hat lange Ärmel aus demselben Stoff wie der Schurz oder wahlweise nur aus schwarzer Damastseide. Für ganz besonders feierliche Anlässe z. B. als Braut oder Gotte in der Kirche.
- die farbige Müngertracht (nach dem Kunstmaler Rudolf Münger, der sie Anfang des 20. Jahrhunderts entworfen hat): ähnlich wie die schwarze Bernertracht, aber mit farbigen Seideneinsätzen im Mieder und Göller und weniger schwerem Silberschmuck.
- die Gotthelftracht (nach Jeremias Gotthelf), eine schlichtere Ausgabe der Bernertracht: Kein Silberschmuck, kein Göller, die Schürze ist aus Rohseide oder Baumwolle (Streifenmuster) und statt der Spitzenhaube wird ein Strohhut getragen.